# Beatrice Cenci (film fra 1909)
|  | For andre betydninger, se Beatrice Cenci (flertydig) |
Beatrice Cenci er en italiensk stumfilm fra 1909 af Mario Caserini.
Filmen er baseret på den unge adelsdame Beatrice Cencis liv.

## Medvirkende
- Maria Caserini som Beatrice Cenci
- Renato De Grais
- Fernanda Negri Pouget
- Ettore Pesci
- Alessandro Rinaldi